# Weekend Sparks
Weekend Sparks är den svenska rockgruppen The Maharajas andra 7" vinyl-EP, utgiven 2006 av Crusher Records (Sverige). Inspelningen gjordes i Dustward studios av Stefan Brändström och mixades av Stefan Brändström & The Maharajas.

## Låtlista
Sida A
1. ”Sometimes I miss Me” (Guttormsson) – 2:21
2. ”Pinned Down” (Lindberg/Guttormsson) – 2:44

Sida B
1. ”Weekend Sparks” (Guttormsson) – 2:59
2. ”Take A Look At Yourself” (Lindberg) – 2:52

## Medverkande
The Maharajas
- Jens Lindberg – gitarr, sång, bakgrundssång
- Ulf Guttormsson – basgitarr, bakgrundssång
- Mathias Lilja – gitarr, sång, orgel
- Ricard Harryson – trummor, percussion